# Kunskapscentrum Markaryd
Kunskapscentrum Markaryd, tidigare Rikspappersskolan, är en skola i Markaryd. 
Kunskapscentrum Markaryd erbjuder utbildningar inom gymnasieskola,  Vuxenutbildning, Sfi, Yrkeshögskola samt uppdragsutbildning.